# Битва при Беневенте (275 до н. э.)
Битва при Беневенте (275 до н. э.) — последняя битва, произошедшая между войсками Пирра Эпирского (без союзников-самнитов) и римлянами, возглавляемыми консулом Манием Курием Дентатом. Битва произошла у городка Беневент в Южной Италии.

## Предшествующие события
Нанеся несколько поражений карфагенянам в Сицилии, не получавшие серьёзных подкреплений и средств ещё со времени своих прежних побед над Римом, войска Пирра были серьёзно истощены. В этой трудной ситуации весной 275 года до н. э. Пирр принял решение вернуться в Италию, где римляне захватили несколько городов и подчинили себе союзные Пирру племена самнитов и луканов.

## Ход сражения
О самом сражении известно немногое. Неизвестна и численность войск, участвовавших в нём с обеих сторон. Известно, что перед битвой войска Пирра были рассеяны по большой территории. В ходе сражения римлянам удалось напугать боевых слонов Пирра (предположительно горящими стрелами), и те обратились в бегство, сокрушая ряды своих хозяев. Хотя ни одной из сторон так и не удалось одержать убедительной победы, Пирр решил закончить свою кампанию в Италии и возвратился в родной Эпир. Из-за этого его решения многие современные источники приписывают Пирру поражение, или, как минимум, утверждают, что Пирру едва удалось избежать разгрома.

## Последствия
Несмотря на то, что римлянам так и не удалось нанести поражение Пирру на поле боя, они выиграли то, что можно назвать «войной на истощение», у лучшего полководца своего времени и одного из величайших в античности. Совершив это, римляне превратились в могущественную силу Средиземноморья. Римские битвы с Пирром впервые обозначили превосходство римского легиона над македонской фалангой из-за большей мобильности легиона (хотя многие указывали на ослабление роли кавалерии во времена диадохов). Кому-то может показаться, что после битвы при Беневенте эллинистический мир уже никогда не смог выставить против Рима такого полководца, как Пирр, но это не так. Греко-македонский, эллинистический мир будет сопротивляться Риму в лице Митридата Евпатора, царя Понта.
Битва при Беневенте и последовавший за ней уход армии Пирра из Италии не только привели к окончательному завоеванию самнитов римлянами и падению Великой Греции три года спустя (что завершило процесс завоевания Римом всего Апеннинского полуострова), но и стали одной из важнейших предпосылок для последующей экспансии Рима.